# Дороми

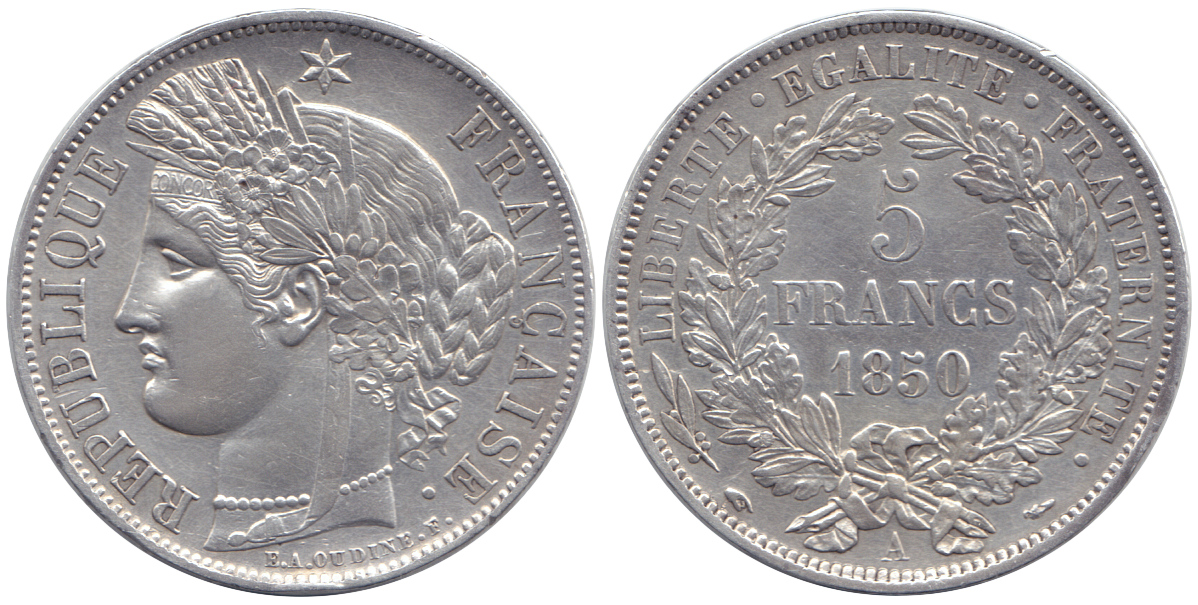
Одна из разновидностей дороми — 5 франков 1850 года

Дороми (волоф dërëm; бамана, дьюла, манинка dɔrɔmɛ, drɔme) — обиходное название монеты достоинством пять франков и эквивалентная им неофициальная счётная денежная единица. Термин используется в странах Западной Африки, чьё население говорит на языках группы манден (бамана, дьюла, манинка и некоторых других) и волоф. Среди них Буркина-Фасо, Гамбия, Гана, Гвинея, Кот-д’Ивуар, Либерия, Мали, Сенегал, Сьерра-Леоне и Того.
Исторически дороми являлся эквивалентом пяти французских франков, в настоящее время — это, как правило, пять франков КФА. В некоторых языках региона понятие «дороми» может служить для обозначения пяти не связанных с франком денежных единиц: долларов, евро и т. д.
Термин «дороми» происходит от арабского дирхема, который в Средневековье и в XVIII—XIX веках являлся одной из самых распространённых серебряных монет региона и в свою очередь восходит к греческому слову «драхма».
В письменности нко (языки манден: бамана, дьюла, манинка) символом дороми является знак ߾ (U+07FE). При использовании латиницы (волоф и манден) для краткого представления денежной единицы служит знак đ (U+0111).

## Происхождение термина

Три этапа расширения Арабского халифата с 662 по 750 год

Понятие «дороми» является производным от дирхема, который в свою очередь происходит от слова «драхма». В Средние века дирхем был одной из самых распространённых серебряных монет на территориях, завоеванных и соседствовавших с Арабским халифатом, в том числе в Западной Африке. На рубеже Средневековья и Нового времени эта монета не чеканилась и на несколько веков утратила своё значение. В Западной Африке серебряные монеты с названием «дирхем» (другие варианты — «миткаль, мискаль» и «риял, риал») вновь начали изготавливать в Марокко в XVII веке. Но в отличие от средневековых дирхемов, средний вес которых колебался около 3 граммов, дирхемы марокканские весили уже около 29 граммов, соответствуя испанскому пиастру и являясь, таким образом, монетами талерового типа.
Посетив в середине XIX века Париж, марокканский ученый Мухаммад ас-Саффар писал: «Франк там равен одной пятой нашего рияла… Их пятифранковая монета — это как наш дирхем». Как отмечает переводчик ас-Саффара с арабского на английский, возможно, автор хотел подчеркнуть не равенство пяти франков дирхему, а то, что во Франции эта серебряная монета была столь же распространена, как дирхем на родине учёного. Ведь пятифранковик, как отметил сам ас-Саффар, приравнивался к риялу (около 29 граммов серебра), который состоял из десяти дирхемов (около 2,9 грамма серебра). Замечание справедливо, если не считать, как было отмечено выше, что название «дирхем» могло применяться и к более крупным серебряным монетам талерового типа. Еще одно объяснение состоит в том, что в какой-то момент термин «дороми» утратил связь с дирхемом и стал синонимом слова «монета» вообще или названием самой распространённой на данный момент монеты. Так или иначе в Западной Африке серебряную пятифранковую монету впоследствии стали называть именно «дороми».

## Использование термина

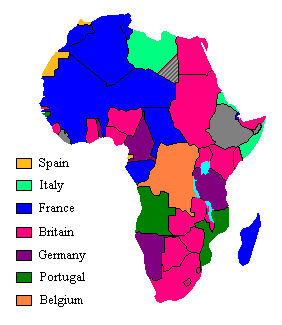
Синим цветом закрашены территории Африки, в начале XX века контролируемые Францией

Во второй половине XIX веке Западная Африка попала в сферу интересов Франции, за несколько десятилетий захватившей почти весь регион. Серебряная монета в пять франков получила здесь столь же широкое распространение, как и в метрополии. Так, например, в 1908 году 98 % налогов, собранных администрацией Французская Западная Африка с местного населения, были выплачены пятифранковыми монетами. Намного меньшей популярностью пользовались монеты в 50 сантимов и 1 франк, совсем не прижились монеты номиналом 1, 2, 5 и 10 сантимов, а также 2 франка.
У всех популярных монет появились местные названия:
- пятьдесят сантимов — тенка (tanka), восходящее к серебряным монетам, которые на рубеже Средних веков и Нового времени вытеснили в Западной Африке дирхем[3];
- один франк — тама, таман (tama, taama, taman, tamma, tamba), происхождение которого не вполне ясно;
- пять франков — дороми, которое произошло от слова «дирхем»[13].

Со временем дороми стал не просто наименованием монеты в пять франков, а неофициальной счётной денежной единицей, активно используемой в торговле. Так, например, цена товара в 37 франков обозначается как 7 дороми (семь раз по пять, то есть количество полных пятифранковых монет, необходимых для покупки товара) и 2 тама (остаток после вычитания всех полных пятёрок), хотя сами расчёты производятся уже в монетах и банкнотах, номинированных во франках или иных местных валютах.
Исторически дороми являлся эквивалентом пяти французских франков, в настоящее время — это, как правило, пять франков КФА. В некоторых языках региона (как минимум в гуро и муан) понятие «дороми» также служит для обозначения пяти не связанных с франком денежных единиц: долларов, евро и т. д..

## Другие названия пятифранковой монеты в Западной Африке
Выпуск серебряных пятифранковых монет во Франции был начат в 1795-м и завершён в 1878 году. Их диаметр составлял 37 миллиметров, они весили 25 граммов и изготавливались из серебра 900-й пробы (то есть чистый вес драгоценного металла — 22,5 грамма).
С одной стороны, эти параметры примерно соответствовали серебряному экю, который чеканился до введения франка в 1795 году, поэтому во Франции монеты в пять франков получили то же обиходной название — экю. Однако как до реформы, так и после неё «экю» во Франции всегда был только названием монеты, но не денежной единицей (до реформы 1795 года это были ливр, су и денье, после неё — франк и сантим; см. статью «Денежная система Франции при Старом порядке»).
С другой стороны, высокая проба и сравнительно большое содержание серебра делали пятифранковые монеты похожими и более или менее равными по стоимости испанским долларам (пиастрам), талерам Марии Терезии и другим популярным в Африке монетам талерового типа. В связи с этим в Западной Африке помимо «дороми» у пятифранковых монет появились названия, являющиеся производными от слов «доллар» или «талер». Среди них даси, дала, дола, даласи и др. Они используются, в частности, на территориях, где население говорит на таких языках группы манде, как дзуун и хауса. Даласи — это также название современной национальной валюты Гамбии, введённой в 1971 году.
Во Франции и её колониях (прежде всего вест-индских) пиастр называли гурдом (фр. gourde от исп. gordo — толстый, жирный), который иногда делили на пять секторов или вырезали из него пять кружочков, по стоимости равные соответственно 1⁄5 целой монеты или примерно одному франку. Возможно, к гурду восходят и такие западноафриканские названия пяти франков, как голи (языки ван, муан) и гои (гуро).